# チェキッ娘
チェキッ娘（チェキッこ）は、日本の女性アイドルグループである。アルファベット表記は「CXCO」または「CHECKICCO」（活動当初は「CHEKIKKO」という表記も用いられた）。活動期間は1998年10月9日から1999年11月3日。2004年8月9日に一日だけ再結成、2009年8月30日には「再会コンサート」を行なっている。

## 誕生の由来
アイドル系歌手が苦戦していた「アイドル冬の時代」がようやく終わろうとしていた1990年代後半、当時フジテレビプロデューサーだった水口昌彦は、「平成のおニャン子クラブ」的なアイドルグループの結成を画策していた。しかし予算の都合上、なかなか企画が通らず苦戦していた。
そんな折、おニャン子クラブの仕掛け人である秋元康がセガ（当時は「セガ・エンタープライゼス」の通称）の社外取締役としてドリームキャストの広告戦略を任される。それを知った水口は、これを機に、自らの「平成のおニャン子クラブ」構想をドリームキャストPR用の企画として実現できないかと秋元と交渉し、同意を得る。このゴーサインが出たのは1998年8月30日のことであった。かくしてドリームキャスト提供、秋元康事務所協力のもと、夕方バラエティー番組『DAIBAッテキ!!』が1998年10月5日より放送開始した。なおセガとフジテレビは、番組開始前の同年4月よりすでに提携を開始している。
10月5日から10月9日にかけて行われた第一回チェキッ娘オーディションにおいて、田中里奈、下川みくに、矢作美樹、新井利佳、五十嵐恵、熊切あさ美の6名が合格し（当初合格者は5名の予定だった）、チェキッ娘誕生となった。なおチェキッ娘のメンバーには合格した順に「チェキッ娘ID」（以下「ID」）がついているが、第1回オーディションで合格した6名のID（ID001～ID006）はくじ引きで決まった。

### グループ名の由来
篠原ともえが「チェキー！（Check it）」と言っているのを見た水口プロデューサーが、「これは流行る」と踏んで、チェキッ娘と命名。当初は番組のタイトルも『チェキTV』にするつもりだったという。なお、このグループ名について、同じ年に先にデビューしていたモーニング娘。側から「自分たちが既にいるのに、『娘』を付けたグループ名にするのはいかがなものか」といった発言がある番組であったが、後に水口は「もちろん（モーニング娘。に）便乗しました」と認めている。一方で「（HEY!HEY!HEY!に7回出演していたこともあって）モー娘。に勝ってる自信があった」と話し、グループ名の類似性については「それを指摘された記憶が無い」とも話している。

### 売り出し手法
チェキッ娘の売り出し方法については、これまでの『夕やけニャンニャン』『パラダイスGoGo!!』のような全国ネットの番組ではなく、『DAIBAッテキ!!』等の番組をあえて関東ローカル（例外として沖縄県の大東諸島は視聴可能）とし、口コミの力で全国に売り出していく手法がとられた。しかしながら放送のない関東広域圏以外の地域での知名度は今ひとつで、インターネットコミュニティも時期尚早の段階であった。

### 秋元康との関係
前述のとおり、水口プロデューサーが企画立ち上げの際に秋元康に相談をし、番組制作として「秋元康事務所」が協力する形をとっていた。しかし一方で、秋元自身はチェキッ娘への直接プロデュースをしておらず、詞も一曲も提供していない。

## 来歴

### 『DAIBAッテキ!!』時代
1998年10月5日から1999年3月31日までフジテレビで放送された『DAIBAッテキ!!』において、チェキッ娘メンバーそれぞれの個性が明らかになっていった。チェキッ娘を知る一般人が認識する活動期間は、この半年間のことと思われる。
放送エリアがほぼ関東ローカルだったため、最初の数ヶ月は知名度が低かった。しかし、「抱きしめて」でCDデビューしたあとは、CDをリリースするたびにダウンタウン司会の『HEY!HEY!HEY! MUSIC CHAMP』に出演。CDのセールス自体は芳しくなかったが、徐々に知名度を上げていった。

#### メンバー増殖
1998年10月9日にメンバー6名で誕生したチェキッ娘は、その後、ほぼ毎週金曜日（場合によっては木曜日）にオーディションを行ない、1名ないし2名ずつメンバーを増やしていった。1999年1月29日に大田祐歌が選ばれたのを最後にオーディションは終了するが、この時点でメンバー20名の大所帯となっていた。

#### 『DAIBAッテキ!!』から『DAIBAクシン!!』へ
1999年3月31日をもって『DAIBAッテキ!!』は最終回を迎えたが、その活動の場を新番組『DAIBAクシン!!』シリーズへと移す。
ただし、下川みくには『DAIBAッテキ!!』最終回とともにチェキッ娘を卒業し、ソロ歌手としてデビューすることとなった（のちにアニメソング歌手に転身する）。

### 『DAIBAクシン!!』時代
『DAIBAッテキ!!』終了に伴い、チェキッ娘のレギュラー番組は、1999年4月1日から同年9月30日にかけて放送された『DAIBAクシン!!チェーン』『DAIBAクシン!!GOLD』『DAIBAクシン!!cheki b.（ちぇきべえ）』となった。
この間7月にはファーストアルバムをリリース、Zepp Tokyoでファーストライブを行なうなど精力的に活動。また『HEY!HEY!HEY! MUSIC CHAMP』のほか、他局（日本テレビ）の番組である『伝説音舗うれる堂』にゲストとして出演するなど活動範囲を広げていった。

### 番組終了、そして解散
このように、『DAIBAッテキ!!』→『DAIBAクシン!!』と活動してきたチェキッ娘であったが、結局番組の低視聴率（前述の「#売り出し手法」も参照）やドリームキャストの売れゆきの悪さの背景もあり、番組の終了とチェキッ娘の解散が決定した。なお、公式上の理由については「1年間の期間限定プロジェクト」、そして解散については「卒業」「旅立ち」と表現された。『DAIBAクシン!!』シリーズ終了の前に同番組プロデューサーの水口昌彦はメンバー全員と1時間ずつ面接を行い「チェキッ娘の名を語ってヌードにはなるな」「絶対に脱がせない」などとメンバーたちに向けて言っていた。それゆえ「芸能界に残ったメンバーからアダルト業界に行った子は1人もいない」とは熊切あさ美の談である。
そして1999年11月3日、当時千葉県浦安市にあった東京ベイNKホール（2005年閉館）にて「旅立ちLIVE」こと「チェキッ娘LIVE ver.2.0.1-f 旅立ち 2000 －泣いたモン勝ち－」が開催され、チェキッ娘は一旦解散した。

### 解散後
野崎恵が『進ぬ!電波少年』（日本テレビ）の企画である「電波少年的15少女漂流記」に参加する。もともとは、チェキッ娘メンバー全員参加の企画として立ち上げられる予定だった。
余談であるが、『DAIBAッテキ!!』『DAIBAクシン!!GOLD』の司会を務めたドロンズも、もとは電波少年の企画である「南北アメリカ大陸縦断ヒッチハイク」に参加していた。

### 再結成
2004年8月9日、お台場冒険王冒険ランド内冒険ステージで行われた「アレグリア2 presents GIRL POP FACTORY 04」にて、一日だけ再結成したチェキッ娘がオープニングアクトとして登場。「抱きしめて」「はじまり」を歌った。田中、五十嵐、甲斐田、大田は欠席。加藤はMCのみ。
2009年4月5日にShibuya O-EASTで行われた下川みくにデビュー10周年記念ライブには、上田、久志、藤岡、嶋野、松本、加藤、大田の7人がチェキッ娘として出演した。
2009年8月30日に、お台場合衆国内『合衆国スタジアム』において『チェキッ娘再会ライブ』を行った。これに先駆け、以下のように再会ライブの告知を主な目的とした各メディア出演を行った。
- スコラ（2009年9月号）、ヤンヤン（徳間書店、Vol.7） - それぞれインタビュー記事が掲載。
- サンケイスポーツ（2009年7月3日付） - 阿久悠トリビュートアルバム『Bad Friends』に、『サウスポー』（ピンク・レディー）のカバーで参加することが発表された。また、このアルバムは当初2009年8月19日発売予定だったが、諸般の事情により一旦中止され、改めて2009年12月16日に発売された。
- アイドリング!!!（フジテレビONE） - 2009年8月10日～8月12日（『アイドリング!!!日記』2009年8月18日深夜）[注釈 5]
出演メンバー:田中、下川、矢作、新井、上田、藤岡、嶋野、松本、加藤
- ACCESS TO YOU（NACK5） - 2009年8月16日
出演メンバー:矢作、上田、藤岡、小林
- キャンパスナイトフジ（フジテレビ） - 2009年8月14日、8月21日[注釈 6]
出演メンバー:熊切、上田（両日）、田中、藤岡（以上8月14日のみ）、下川、矢作、新井、久志、嶋野、松本、加藤、甲斐田、小林、大瀧（以上8月21日のみ）
- 笑っていいとも!（フジテレビ） - 2009年8月27日『出たいドルデラックス』
出演メンバー:田中、下川、矢作、新井、熊切、上田、久志、藤岡、野崎、嶋野、松本、加藤、甲斐田、大瀧。同番組レギュラーで『DAIBAクシン!!cheki b.』で共演していた笑福亭鶴瓶と10年ぶりに再会した。

2009年8月30日の『チェキッ娘ライブ〜再会』では、アイドリング!!!もゲスト出演した。ライブでは歌唱の他、メンバーの近況報告のコーナーが設けられた。なおメンバーのうち、五十嵐は多忙のため、佐々木は第2子出産直後だったため欠席したが、ビデオ映像によるメッセージで参加した。また、当時妊娠中だった森はトークコーナーのみの参加となった。また、アイドリング!!!だけを目当てにした若年層ファンの参加も多く詰めかけ、会場に収容できないほどの見物客ができた。
2012年8月5日、「TOKYO IDOL FESTIVAL 2012」に「blue chee's featチェキッ娘」として出演、田中・矢作・野崎・甲斐田・小林・大瀧が参加（佐々木も予定されていたが不参加）。
2013年7月28日、「TOKYO IDOL FESTIVAL 2013」に「blue chee's featチェキッ娘」として2年連続で出演、田中・矢作と前年参加出来なかった佐々木が参加。
2024年1月21日、『三遊亭とむ改メ錦笑亭満堂 真打昇進興行〜満堂フェスin日本武道館〜』に、満堂がファンだったということから出演、各記事においては再集結は前述2009年8月30日の『チェキッ娘ライブ〜再会』以来14年半ぶりとされた。出演メンバーは下川、矢作、新井、上田、町田、野崎、嶋野、森、加藤、甲斐田、大瀧の11名。
2025年7月9日、テレビ東京系『テレ東音楽祭2025』に出演。出演メンバーは田中、下川、矢作、熊切、藤岡、森、加藤、甲斐田、小林、大瀧の10名。

## メンバー
| ID番号 | 氏名         | 氏名の読み      | 生年月日               | 合格日         | 備考 |
| ------ | ------------ | --------------- | ---------------------- | -------------- | --- |
| ID001  | 田中里奈     | たなか りな     | 1981年10月28日（43歳） | 1998年10月9日  | |
| ID002  | 下川みくに   | しもかわ みくに | 1980年3月19日（45歳）  | 1998年10月9日  | 1999年3月末で先に卒業し、ソロデビュー。現在はアニメソングなどで歌手として活躍。                                                          |
| ID003  | 矢作美樹     | やはぎ みき     | 1981年10月8日（43歳）  | 1998年10月9日  | |
| ID004  | 新井利佳     | あらい りか     | 1981年9月5日（43歳）   | 1998年10月9日  | CHEE'S、blue chee'sでも活動、後にタレントとして台湾を中心に活動。                                                                        |
| ID005  | 五十嵐恵     | いがらし めぐみ | 1981年11月10日（43歳） | 1998年10月9日  | METAMOの元メンバー。 |
| ID006  | 熊切あさ美   | くまきり あさみ | 1980年6月9日（45歳）   | 1998年10月9日  | METAMOの元メンバー。その後「くまきりあさ美」として活躍し、2013年より再び「熊切あさ美」となる。                                           |
| ID007  | 上田愛美     | うえだ あいみ   | 1982年11月16日（42歳） | 1998年10月15日 | CHEE'Sのメンバーとしても活動。 |
| ID009  | 町田恵       | まちだ めぐみ   | 1980年9月1日（44歳）   | 1998年10月23日 | その後「まニャン子クラブ」会員番号7番として活躍。                                                                                        |
| ID010  | 久志麻理奈   | くし まりな     | 1982年11月15日（42歳） | 1998年10月30日 | のち奈良沙緒理、吉川茉絵、そして工藤あさぎとともにAce Fileを結成し活動していた。                                                         |
| ID011  | 佐々木絵美子 | ささき えみこ   | 1983年3月7日（42歳）   | 1998年11月13日 | |
| ID012  | 藤岡麻美     | ふじおか まみ   | 1982年5月27日（43歳）  | 1998年11月19日 | CHEE'S、blue chee's、TRY-FULL BUSでも活動、後にタレント、女優として台湾を中心に活動。 兄は、俳優のディーン・フジオカ（本名：藤岡竜雄）。 |
| ID013  | 野崎恵       | のざき めぐみ   | 1982年2月25日（43歳）  | 1998年11月27日 | 第1週目のオーディションにも出場。再挑戦で合格。解散後、「電波少年的15少女漂流記」に参加。                                                |
| ID014  | 嶋野蘭       | しまの らん     | 1981年1月25日（44歳）  | 1998年11月27日 | |
| ID015  | 森知子       | もり ともこ     | 1980年6月12日（45歳）  | 1998年12月4日  | METAMOの元メンバー。 |
| ID016  | 松本江里子   | まつもと えりこ | 1980年2月29日（45歳）  | 1998年12月11日 | その後「まニャン子クラブ」会員番号11番として活躍。後にblue chee's、TRY-FULL BUSでも活動。                                                |
| ID017  | 加藤真由     | かとう まゆ     | 1980年6月9日（45歳）   | 1998年12月18日 | 第1週目のオーディションにも出場。この週の再挑戦企画 『チェキッ娘オーディション～リベンジ～』で出場した中から選ばれる。                   |
| ID018  | 甲斐田聡美   | かいだ さとみ   | 1981年9月12日（43歳）  | 1999年1月8日   | |
| ID019  | 小林裕美     | こばやし ひろみ | 1982年11月1日（42歳）  | 1999年1月15日  | 一時「上條りかこ」に改名して活動。 |
| ID020  | 大瀧彩乃     | おおたき あやの | 1981年12月17日（43歳） | 1999年1月22日  | 現在はスタイリストとして、渡辺直美ら多くのスタイリングを担当。                                                                           |
| ID021  | 大田祐歌     | おおた ゆか     | 1982年2月7日（43歳）   | 1999年1月29日  | TRY-FULL BUSのメンバーとしても活動。 |

## グループ内ユニット

### ポニーキャニオン
いずれも「チェキッ娘」名義のCDに収録されており、ユニット名義でのシングルやアルバムは存在しない。
- NEOかしまし娘（下川みくに、熊切あさ美、町田恵）
  - 「ハダカになりたい」 - 「はじまり」のカップリング。
  - 下川のチェキッ娘卒業に伴い解散。なお熊切はその後「プー」として活躍。
  - 町田はこのほか「リトルマーメイド」としても活躍。

- NEOちゃっきり娘（上田愛美、久志麻理奈、佐々木絵美子）
  - 「ピンクのチェリー」 - 「はじまり」のカップリング。
  - 「アニマルサマーの夏が来る!」 - 「最初のキモチ」のカップリング。
  - チェキッ娘末期に上田が、現役メンバーとしてソロシングル「いつか」を発表。

- リトルマーメイド（矢作美樹、町田恵）
  - 「ありがと・愛してる」 - 「最初のキモチ」のカップリング。
  - 『DAIBAッテキ!!』では「発掘売る売る代理店」の進行役を務めていた。「リトルマーメイドで～す!」と言う時に腕を横にするというようなポーズをしていたが、これはのちにトレンディエンジェルの須藤敬志がヒントにして自分たちのポーズにしたという[9]。

- プー（熊切あさ美、嶋野蘭、森知子）
  - 『DAIBAクシン!!cheki b.』の「ぷぅ野麦峠」という企画からできたユニット。
  - 「あしたのあたし」 - アルバム『CXCO』収録版と、「海へ行こう〜Love Beach Love〜」カップリング版の2種類が存在する。

- ユニット名なし
  - 田中里奈、五十嵐恵
    - 「せつないハーモニー」 - アルバム『CXCO』に収録。

  - 野崎恵、松本江里子、加藤真由
    - 「あたしの靴あなたの靴」 - アルバム『CXCO』に収録。なお、この曲から「くつくつ」と呼ばれることもある。

### 東芝EMI
- M@M（藤岡麻美、小林裕美）

### インディーズ系
チェキッ娘解散後にメジャーデビューするものの、いずれも現在は解散している。
- chee's（チーズ）
  - 『DAIBAッテキ!!』内コーナー「教えて!BASS MAN!!」にて結成。
  - チェキッ娘時代は小文字表記。
  - メジャー期間（大文字表記の「CHEE'S」に改名） ： 2000年3月15日 - 2001年6月30日
  - その後、一部メンバーが「blue chee's」として2010年から2014年まで活動した。
- METAMO（五十嵐恵、熊切あさ美、森知子）
  - メジャー期間 ： 2001年2月21日 - 2002年3月31日

### その他
厳密にはユニットではないが、特徴的なものを掲げておく。
- チアチェキ軍団（田中里奈（リーダー）、佐々木絵美子、野崎恵、大田祐歌）
  - 「チアチェキSHOW!」に出演。チアガール衣装で登場。なお、このチームでの歌はなし。
  - 上記4人のほか、下記メンバーも参加していた。
    - 『DAIBAッテキ!!』「チアチェキSHOW!」 - 上田愛美、小林裕美
    - 『DAIBAクシン!!cheki b.』「出張!チアチェキSHOW!」 - 町田恵、久志麻理奈、嶋野蘭
- 甲斐田聡美、小林裕美、大瀧彩乃、大田祐歌（以上、ID:018～021の4人）
  - 「ドタバタギャグの日曜日」（5thシングル）のフロントメンバー。なお、この曲から「ドタバタ」と呼ばれることもある。

## 作品

### シングル
| 枚               | 発売日           | タイトル                      | c/w                                                   | フォーマット     | 規格品番         | オリコン最高位   |
| ポニーキャニオン | ポニーキャニオン | ポニーキャニオン              | ポニーキャニオン                                      | ポニーキャニオン | ポニーキャニオン | ポニーキャニオン |
| ---------------- | ---------------- | ----------------------------- | ----------------------------------------------------- | ---------------- | ---------------- | ---------------- |
| 1st              | 1998年12月9日    | 抱きしめて                    | 抱きしめて (オリジナルカラオケ)                       | 8cmCD            | PCDA-1127        | 48位             |
| 2nd              | 1999年3月3日     | はじまり                      | ハダカになりたい (NEOかしまし娘)                      | 8cmCD            | PCDA-1140        | 40位             |
| 2nd              | 1999年3月3日     | はじまり                      | ピンクのチェリー (NEOちゃっきり娘)                    | 8cmCD            | PCDA-1140        | 40位             |
| 3rd              | 1999年5月26日    | 最初のキモチ                  | アニマルサマーの夏が来る! (NEOちゃっきり娘)           | 8cmCD            | PCDA-1170        | 32位             |
| 3rd              | 1999年5月26日    | 最初のキモチ                  | ありがと・愛してる (リトルマーメイド with チェキッ娘) | 8cmCD            | PCDA-1170        | 32位             |
| 4th              | 1999年7月16日    | 海へ行こう〜Love Beach Love〜 | あしたのあたし (Single Version) (プー )               | 8cmCD            | PCDA-1180        | 30位             |
| 5th              | 1999年8月18日    | ドタバタギャグの日曜日        | ドタバタギャグの日曜日 (オリジナルカラオケ)           | 8cmCD            | PCDA-1190        | 39位             |
| 6th              | 1999年9月17日    | ありがとう                    | はじまり -Departure 2000-                             | 8cmCD            | PCDA-1200        | 36位             |

### アルバム

#### オリジナルアルバム
| 枚               | 発売日           | タイトル         | フォーマット     | 規格品番         | オリコン最高位   |
| ポニーキャニオン | ポニーキャニオン | ポニーキャニオン | ポニーキャニオン | ポニーキャニオン | ポニーキャニオン |
| ---------------- | ---------------- | ---------------- | ---------------- | ---------------- | ---------------- |
| 1st              | 1999年7月7日     | CXCO             | CD               | PCCA-01293       | 19位             |

#### ベストアルバム
| 枚               | 発売日           | タイトル         | フォーマット     | 規格品番         | オリコン最高位   |
| ポニーキャニオン | ポニーキャニオン | ポニーキャニオン | ポニーキャニオン | ポニーキャニオン | ポニーキャニオン |
| ---------------- | ---------------- | ---------------- | ---------------- | ---------------- | ---------------- |
| 1st              | 1999年10月20日   | Best Memories    | CD               | PCCA-01414       | 17位             |

#### CD-BOX
| 枚               | 発売日           | タイトル         | フォーマット     | 規格品番         | オリコン最高位   |
| ポニーキャニオン | ポニーキャニオン | ポニーキャニオン | ポニーキャニオン | ポニーキャニオン | ポニーキャニオン |
| ---------------- | ---------------- | ---------------- | ---------------- | ---------------- | ---------------- |
| 1st              | 2000年3月15日    | Memorial Singles | 8cmCD            | PCDA-01201       | 87位             |

#### チェキッ娘参加アルバム
| 発売日         | タイトル                           | 楽曲           | フォーマット | 規格品番   | オリコン最高位 | 備考                                   | 発売元                       |
| -------------- | ---------------------------------- | -------------- | ------------ | ---------- | -------------- | -------------------------------------- | ---------------------------- |
| 1999年11月10日 | tribute to REBECCA DREAM DISCOVERY | 「Super Girl」 | CD           | HDCA-10016 | 77位           | レベッカトリビュートアルバム。         | ダブリューイーエー・ジャパン |
| 2009年12月16日 | Bad Friends 〜阿久悠トリビュート   | 「サウスポー」 | CD           | PCCA-2970  | 圏外           | 作詞家・阿久悠のトリビュートアルバム。 | ポニーキャニオン             |

### 映像作品
| 枚               | 発売日           | タイトル                             | フォーマット     | 規格品番         |
| ポニーキャニオン | ポニーキャニオン | ポニーキャニオン                     | ポニーキャニオン | ポニーキャニオン |
| ---------------- | ---------------- | ------------------------------------ | ---------------- | ---------------- |
| 1st              | 1999年2月17日    | CHECKICCO in HAWAII                  | VHS              | PCVG-50567       |
| 2nd              | 1999年7月16日    | チェキッ娘 in DAIBAッテキ!!          | VHS              | PCVC-50886       |
| 3rd              | 1999年10月20日   | CHECKICCO in GUAM メモリアル・サマー | VHS              | PCVE-50921       |
| 3rd              | 1999年11月3日    | CHECKICCO in GUAM メモリアル・サマー | DVD              | PCBC-00014       |
| 4th              | 2000年1月1日     | チェキッ娘 in 旅立ちLIVE             | VHS              | PCVC-50951       |
| 4th              | 2000年3月3日     | チェキッ娘 in 旅立ちLIVE The DVD     | DVD              | PCBC-00015       |

### ドリームキャストソフト
| 枚               | 発売日           | タイトル           | フォーマット     | 規格品番         |
| ポニーキャニオン | ポニーキャニオン | ポニーキャニオン   | ポニーキャニオン | ポニーキャニオン |
| ---------------- | ---------------- | ------------------ | ---------------- | ---------------- |
| 1st              | 1999年8月4日     | チェキッ娘の見るCD | MIL-CD           | PCCAX-10001      |

### タイアップ曲
| 楽曲                          | タイアップ                                                                                             | 収録作品                                  |
| ----------------------------- | --- | ----------------------------------------- |
| 抱きしめて                    | フジテレビ『DAIBAッテキ!!』オープニングテーマ                                                          | シングル「抱きしめて」                    |
| はじまり                      | フジテレビ『DAIBAッテキ!!』オープニングテーマ                                                          | シングル「はじまり」                      |
| 最初のキモチ                  | フジテレビ『DAIBAクシン!!』テーマソング                                                                | シングル「最初のキモチ」                  |
| 海へ行こう〜Love Beach Love〜 | フジテレビ『DAIBAクシン!!』テーマソング                                                                | シングル「海へ行こう〜Love Beach Love〜」 |
| ドタバタギャグの日曜日        | フジテレビ『DAIBAクシン!!』テーマソング フジテレビ系アニメ『花さか天使テンテンくん』エンディングテーマ | シングル「ドタバタギャグの日曜日」        |
| ありがとう                    | フジテレビ『DAIBAクシン!!』テーマソング                                                                | シングル「ありがとう」                    |

### 写真集
1. Check it!（1999年2月14日、ワニブックス、ISBN 978-4-8470-2523-5）

## 出演

### テレビ
特記のあるものを除き、全てフジテレビの番組。

#### レギュラー
- DAIBAッテキ!!
- DAIBAクシン!!チェーン
- DAIBAクシン!!GOLD
- DAIBAクシン!!cheki b.（ちぇきべえ）

#### ゲスト
- HEY!HEY!HEY! MUSIC CHAMP
  - チェキッ娘として1998年12月21日、1999年1月18日、3月1日、3月29日、5月24日、7月19日、9月20日の各日出演
  - M@Mとして1999年7月5日、上田愛美のソロとして1999年8月30日出演
- MUSIC HAMMER
- 歌のコンビニ'99 - 1999年3月29日
- めちゃ×2イケてるッ! - 『爆裂お父さん』『フジTV警察24時』、1999年5月8日、1999年8月28日
- BEAT BANG（テレビ東京） - 1999年5月13日（矢作、新井、町田）、1999年7月15日（M@M）
- 篠原ともえと夏休み 1999 ともえちゃんまつり - 1999年8月8日
- ネプフジ - 1999年8月17日
- 社会の窓2 - 1999年9月
- 伝説音舗うれる堂（読売テレビ） - 1999年8月27日、10月8日、10月15日

### ラジオ
- カラKINGフライデー（TOKYO FM） - 1999年7月16日、田中、矢作、新井
- HITS! THE TOWN（FM NACK5） - 1999年7月17日、町田、久志、小林
- THE MUSIC BREAKERS（TOKYO FM） - 1999年7月18日、上田、佐々木、甲斐田、小林、大瀧
- エモーショナルビート（TOKYO FM） - 1999年8月10日、甲斐田、小林、大瀧、大田
- SUPER FREAK SUNDAY（FM富士） - 1999年8月15日、田中、久志、小林

### CM
- ハウス食品「たべごろ」（上田をメインに全員が出演）
- スリーエフ
  - 「天然志向サラダ」編
  - 「割子そば」編
  - 「OMBRAGE」編（新井、上田、藤岡、野崎の出演）